# Spiniphora jugorum
Spiniphora jugorum är en tvåvingeart som först beskrevs av Schmitz 1924.  Spiniphora jugorum ingår i släktet Spiniphora och familjen puckelflugor. Inga underarter finns listade i Catalogue of Life.